# Kiyoko Murata
Kiyoko Murata (jap. 村田 喜代子 Murata Kiyoko; * 12. April 1945 in Yahata (heute: Kitakyūshū)) ist eine japanische Schriftstellerin.
Murata besuchte bis 1964 die Mittelschule in Hanao und arbeitete danach u. a. als Zeitungszustellerin, Platzanweiserin im Kino und Kellnerin in einem Café. 1975 debütierte sie mit der Erzählung Suichū no koe (水中の声), mit der sie den Literaturpreis beim Kunstfestival von Kyushu gewann. 1985 gründete sie ein eigenes Literaturmagazin mit dem Titel Happyō (発表). Nach zwei Nominierungen (für Netsuai (熱愛) und Meiyū (盟友)) erhielt sie 1987 für Nabe no naka (鍋の中) den Akutagawa-Preis. Für die Erzählungssammlung Shiroi yama (白い山) wurde Murata 1990 mit dem Frauenliteraturpreis ausgezeichnet. 1997 erhielt sie den Murasaki-Shikibu-Literaturpreis für Kanijo (蟹女), 2010 für Furusato no waga ie (故郷のわが家) den Noma-Literaturpreis und 2013 für Yūjokō (ゆうじょこう) den Yomiuri-Literaturpreis.

## Verfilmungen
- Nabe no naka (als Rhapsodie im August)  – Akira Kurosawa (1991)
- Warabi no kō – Hideo Onchi (2003)